# 제임스 아이보리 (수학자)
제임스 아이보리(James Ivory, 1765년 2월 17일 – 1842년 9월 21일)는 영국의 수학자이다. 원뿔 곡선의 아이보리 정리를 만들었다.

## 생애
손목시계 제조인 제임스 아이보리의 아들로서 던디에서 태어났다. 던디의 하이스트리트에서 생활하고 일했다.
던디 그래머 스쿨에서 교육을 받았다. 1779년, 세인트앤드루스 대학교에 들어가 수학에 몰입했다. 이후 신학을 공부했으나 이후 교회의 모든 이념을 버리고 1786년 새로 막 창설된 던디 아카데미의 수학, 자연철학의 조교수가 되었다.

## 같이 보기
- 식 (천문)
- 확률